# Adetomyrma venatrix
Adetomyrma venatrix (Ward, 1994) è una formica della sottofamiglia Amblyoponinae, endemica del Madagascar. È l'unica specie del genere Adetomyrma.

## Descrizione
I maschi sono dotati di ali e sono di colore arancione-bruno; le operaie, prive di occhi, lunghe circa 1,5-2,0 mm, attere, sono di un colore più pallido rispetto ai maschi, mentre la regina, anch'essa priva di ali, è di colore giallo. Le larve, lunghe 2,5 mm, sono sottili, di colore bianco crema, ricurve ventralmente e ricoperte da sottili peli.

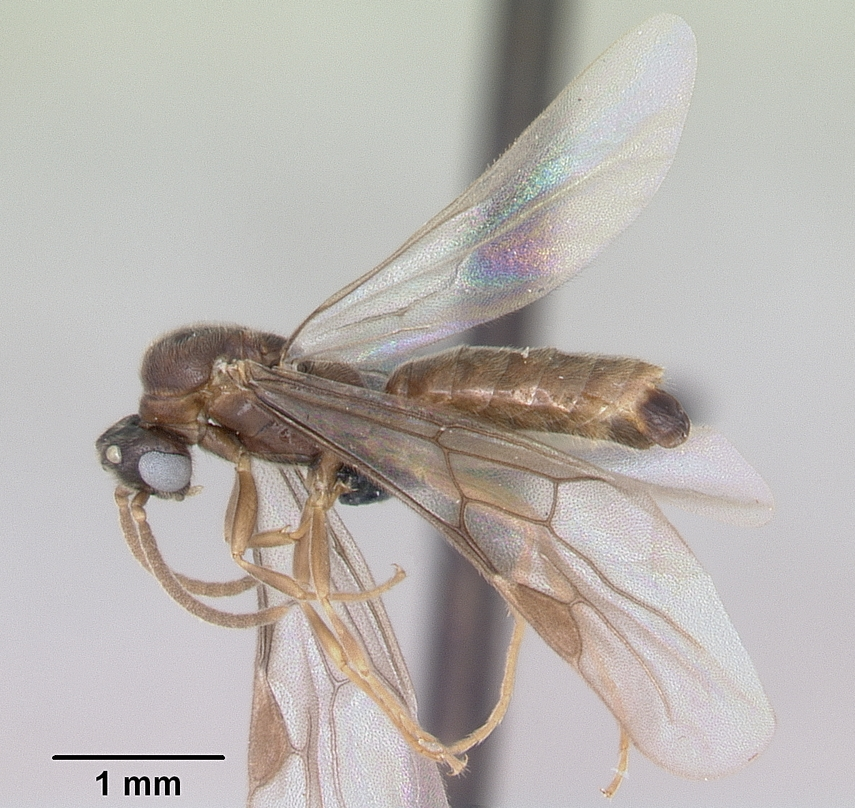
Maschio
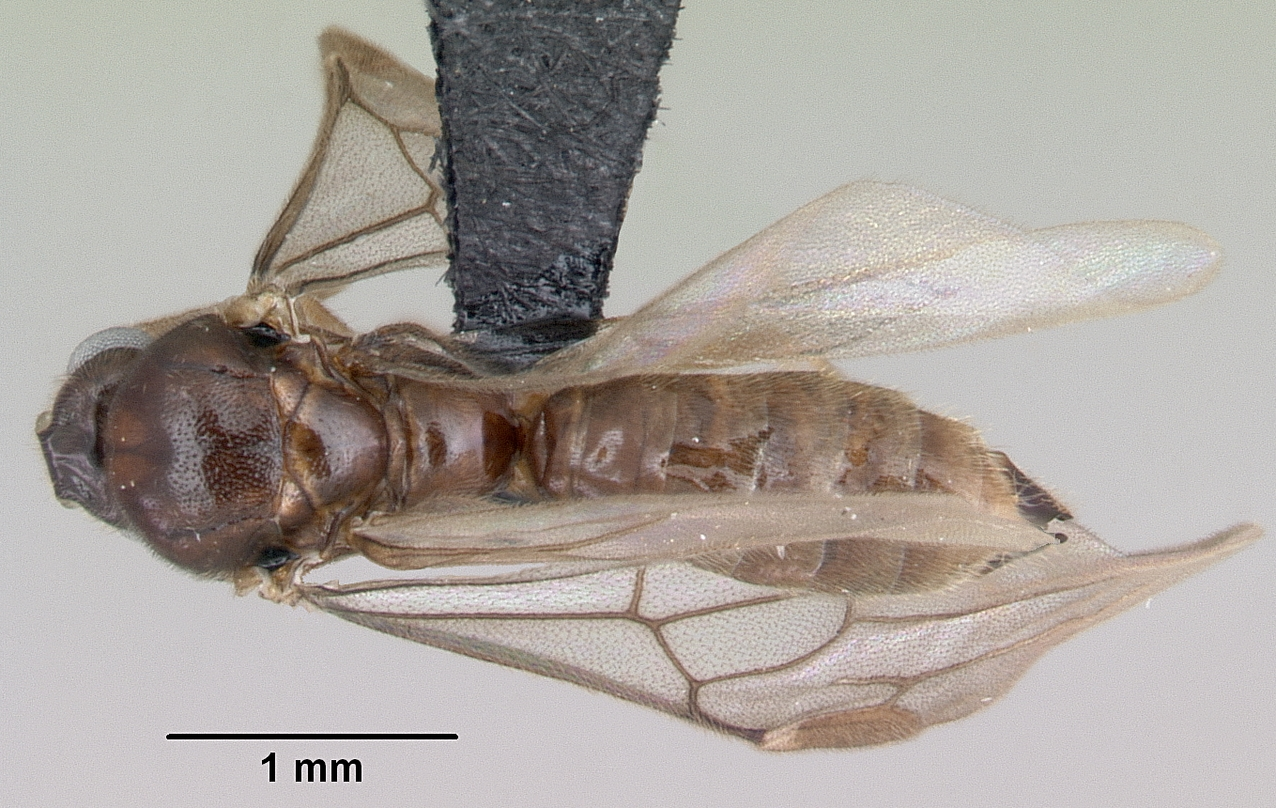
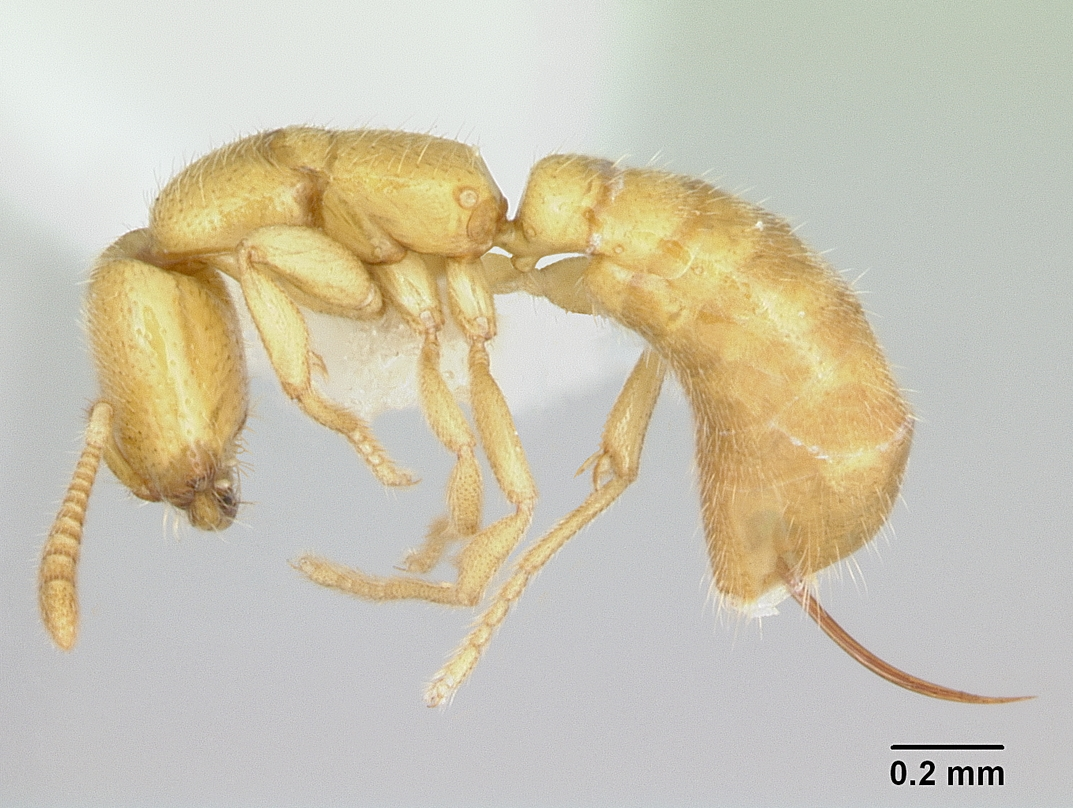
Operaia
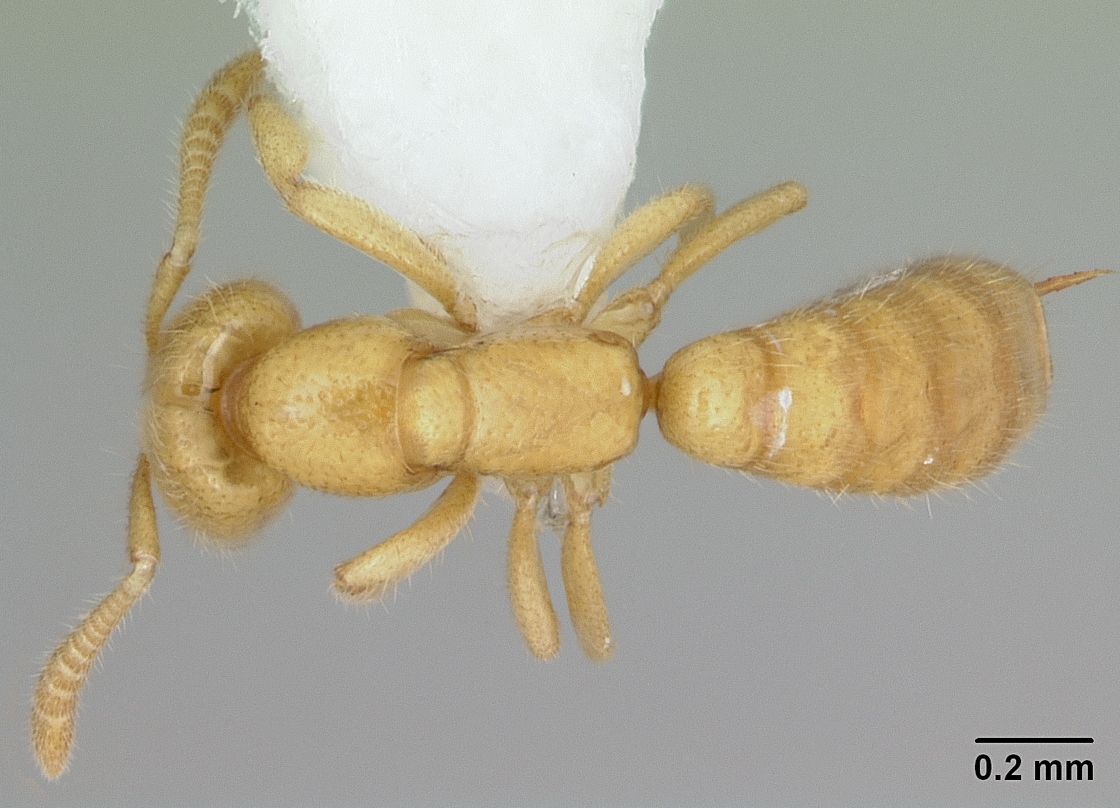

I caratteri distintivi delle operaie di questa specie sono: l'assenza di un peziolo tra il torace e l'addome, un gastro largo ed espanso posteriormente, la presenza di tergiti e sterniti distinti e liberamente articolati, la mancanza di occhi e la presenza di un grande pungiglione (il più grande, in relazione alla lunghezza del corpo, di ogni altra specie di formiche).
Tali peculiarità, che richiamano per molti versi la morfologia dei Vespidi, fanno ritenere che questa specie si collochi tra le specie più ancestrali della famiglia Formicidae.

## Biologia
Formano colonie di notevoli dimensioni in cui possono arrivarsi a contare sino a 10.000 operaie e multiple regine.

Le operaie procacciano il cibo per le larve, costituito da varie specie di artropodi, stordendoli con il veleno del loro pungiglione e trasportandoli all'interno del formicaio. A loro volta si nutrono, assieme alle regine, praticando dei fori nel corpo delle larve e succhiandone l'emolinfa.
Tale comportamento, comune a molte specie della sottofamiglia Amblyoponinae, è definito come una forma di "cannibalismo non distruttivo", ed ha fruttato a queste formiche il soprannome di "formiche vampiro" (Dracula ant).

## Distribuzione e habitat
La specie è endemica del Madagascar.
Colonie di queste formiche sono state trovate all'interno di tronchi in decomposizione e nella lettiera della foresta decidua secca della regione degli altopiani.

## Conservazione
A. venatrix è classificata dalla IUCN Red List come specie in pericolo critico di estinzione (Critically Endangered).